# فوکوساکی، هیوگو
فوکوساکی، هیوگو (به لاتین: Fukusaki, Hyōgo) یک منطقهٔ مسکونی در ژاپن است که در Kanzaki District واقع شده‌است. فوکوساکی  ۱۹٬۹۵۸ نفر جمعیت دارد.